# La Petite-Boissière
La Petite-Boissière è un comune francese di 633 abitanti situato nel dipartimento delle Deux-Sèvres nella regione della Nuova Aquitania.

## Società

### Evoluzione demografica
Abitanti censiti